# Shing Cho Yan
Shing Cho Yan (* 12. Mai 2001) ist eine Leichtathletin aus Hongkong, die sich auf den 100-Meter-Hürdenlauf spezialisiert hat.

## Sportliche Laufbahn
Erste internationale Erfahrungen sammelte Shing Cho Yan im Jahr 2017, als sie bei den Jugendasienmeisterschaften in Bangkok in 14,29 s die Bronzemedaille über 100 m Hürden gewann. Anschließend schied sie bei den U18-Weltmeisterschaften in Nairobi mit 14,29 s in der ersten Runde aus. Im Jahr darauf belegte sie bei den Juniorenasienmeisterschaften in Gifu in 13,95 s den sechsten Platz und schied anschließend bei den U20-Weltmeisterschaften in Tampere mit 14,66 s in der ersten Runde aus. Zudem kam sie bei den Asienspielen in Jakarta mit 14,48 s ebenfalls nicht über den Vorlauf hinaus. 2023 belegte sie bei den Hallenasienmeisterschaften in Astana in 8,38 s den achten Platz im 60-Meter-Hürdenlauf. Im Juli kam sie bei den Asienmeisterschaften in Bangkok im Vorlauf über 100 m Hürden nicht ins Ziel und anschließend schied sie bei den Asienspielen in Hangzhou mit 14,46 s in der ersten Runde aus. Im Jahr darauf gelangte sie bei den Hallenasienmeisterschaften in Teheran mit 8,35 s auf den fünften Platz über 60 m Hürden und anschließend schied sie bei den Hallenweltmeisterschaften in Glasgow mit 8,45 s in der ersten Runde aus. 2025 verpasste sie bei den Asienmeisterschaften in Gumi mit 13,67 s den Finaleinzug über 100 m Hürden.

## Persönliche Bestleistungen
- 100 m Hürden: 13,53 s (+1,2 m/s), 29. April 2023 in Hongkong
  - 60 m Hürden (Halle): 8,32 s, 17. Dezember 2022 in Astana